# Сингаевский, Владимир Иванович
Владимир Иванович Сингаевский (1933—2007) — живописец, монументалист.

## Биография
Родился 25 марта 1933 года в с. Шатрище на Житомирщине, окончил Академию художественного искусства и архитектуры. Учителями были такие выдающееся художники как Илья Штильман, Михаил Хмелько, Пётр Сльота. Член национального Союза художников, Заслуженный деятель искусств Украины, Лауреат премии Нечуя-Левицкого. Картины находятся в фондах министерства культуры Украины, Национального художественного музея Украины. Работы художника находятся во многих частных коллекциях по всему миру.

## Работы
- «С урожаем» (1970)